# Старосольский, Игорь Владимирович
Игорь Владимирович Старосольский (укр. Ігор Володимирович Старосольський; 3 августа 1908, Львов — 10 февраля 1988, там же) — советский украинский архитектор и реставратор.

## Биография
Сын адвоката Владимира Старосольского и пианистки Дарьи Старосольской.
Окончил Львовскую академическую гимназию. Состоял в организации «Пласт». Увлекался музыкой, играл на виолончели. В 1938 году окончил архитектурный факультет Львовской политехники, работал в архитектурном бюро Ярослава Филевича. В 1940 году вывезен с семьёй в Казахстан, в 1946 году вернулся во Львов. Работал ассистентом профессора Ивана Багенского на кафедре архитектурного проектирования Львовского университета. Писал диссертацию.
Арестован в 1950 году по обвинению в поддержке украинского буржуазного национализма, осуждён. Отбывал наказание в Сызрани, Усть-Каменогорске, Караганде и Норильске. Освобождён и реабилитирован в 1956 году, но не смог восстановиться на прежнем месте работы. С 1956 года член Национального союза архитекторов Украины, в 1957 году основал во Львове серию реставрационных мастерских (позже объединены в институт «Укрзападпроектреставрация»). Возглавлял научно-исследовательские и проектные направления работы мастеров. На пенсии с 1974 года. Проживал во Львове на улице Боковой Лычаковской, перед выходом на пенсию переселился в квартиру на улице Троллейбусной.
Похоронен на Лычаковском кладбище, поле № 59.

## Работы
- Административное здание в Бобрке, спроектировано в бюро Ивана Филевича (1939)
- Жилое здание на стыке улиц Чупрынки, Горбачевского и Котляревского во Львове (1957)
- Реставрация храмов Львова: Доминиканский костёл, Костёл иезуитов, армянский собор, башня Корнякта, Успенская церковь (1974) и Онуфриевская
- Реставрация культовых сооружений за границами Львова: колокольня в Ясенице-Замковой, синагога в Бродах (1957), костёл в Подгорцах (1957), костёл в Олесском (1958), монастырь василиян в Червонограде (1959), монастырь капуцинов в Олесском (1961)
- Реставрация замков Львова: Олесского (1960—1963), Невицкого, Мукачевского (1968)
- Нереализованный проект корпуса областного туберкулёзного санатория в Подгорцах (1964)
- Реставрация церкви Пресвятой Троицы в Щирце (1955—1956, 1976—1977)[2]
- Реставрация Свиржского замка (1975—1983, совместно с Е. Соболевским). Обновлены белокаменные порталы в проезде главной башни, переставлены сходы и бордюры, заменено перекрытие хозяйственных сооружений[3].